# Mosambické námořnictvo
Mosambické námořnictvo (portugalsky: Marinha Moçambique) je součástí mosambických ozbrojených sil. Patří mezi malá námořnictva. Hlavním úkolem námořnictva jsou hlídkování a ochrana výlučné ekonomické zóny (plocha 578 986 km2) s rybolovnými oblastmi a bohatými ložisky nerostů. Mezi rizika patří nebezpečí terorismu a pirátství.

## Vývoj
Mosambické námořnictvo vzniklo v roce 1975 po vyhlášení nezávislosti země na Portugalsku. S výcvikem personálu pomáhaly Tanzanie a Sovětský svaz, který se také stal hlavním dodavatelem výzbroje (dalším zdrojem se stalo Portugalsko). Mosambické námořnictvo bylo nasazeno v občanské válce probíhající v letech 1966–1992.
V roce 1977 byl dodán hlídkový člun třídy Poluchat (vyřazen 1982, celkem jich bylo dodáno šest), v letech 1979–1982 bylo dodáno sedm hlídkových člunů sovětského projektu 1400ME (v kódu NATO třída Zhuk) a v roce 1985 ještě dva starší hlídkové čluny třídy SO 1. Roku 1986 země získala tři pobřežní minolovky projekt 1258E (v kódu NATO třída Yevgenya). Nadto námořnictvo provozovalo dva portugalské čluny třídy Ballatrix a tři čluny typu Jupiter. V 90. letech byly ze služby vyřazena všechna plavidla vyjma tří člunů typu Zhuk.
Roku 2011 byla v mosambickém průlivu lokalizována bohatá ložiska zemního plynu. K roku 2018 měl Mosambik 18. největší zásoby zemního plynu na světě. Zároveň se země rozhodla podpořit rozvoj rybolovu. Ochrana rybolovných oblastí i ochrana infrastruktury vyžadovaly investice do námořní infrastruktury, včetně rybářských plavidel a rozvoje schopností námořnictva. Nejprve byl roku 2013 ve Španělsku zakoupen starší hlídkový člun Pebane (P001, ex Conejera). Dne 5. září 2013 Mosambik navíc zadal francouzské loděnici Constructions Mécaniques de Normandie kontrakt v hodnotě 200 milionů eur na zásadní modernizaci námořnictva. Jeho součástí bylo dodání tří lehkých oceánských hlídkových trimaranů třídy Ocean Eagle 43, tři hlídkových interceptorů třídy HSI 32 a 18 rybářských trawlerů. V roce 2015 byly objednány další tři interceptory HSI 32. CMN navíc získala objednávku na pět interceptorů typu DV15 a loděnice Abu Dhabi Mar ze Spojených arabských emirátů dodala ještě tři interceptory typu WP18. Těchto osm plavidel námořnictvo převzalo roku 2016.
Roku 2019 byly darem od Indie získány dva rychlé hlídkové čluny třídy L&T.

## Složení

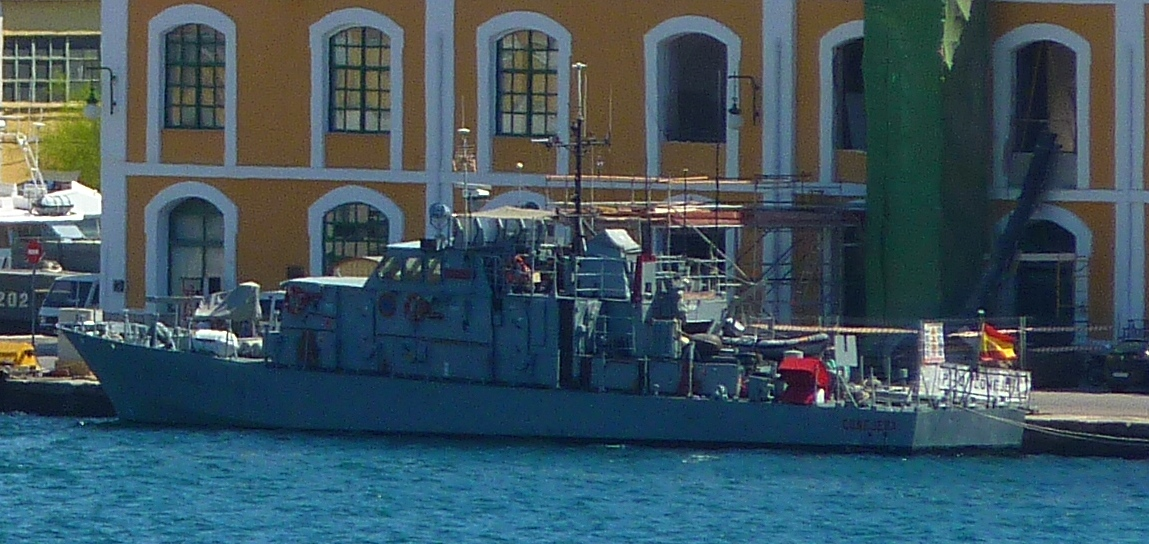
Hlídkový člun Conejera (P31)

- Třída Ocean Eagle 43 (3 ks) – lehký hlídkový trimaran
- Třída HSI 32 (6 ks) – interceptor
- Třída DV15 (5 ks) – interceptor
- Třída WP18 (3 ks) – interceptor

- Třída Conejera – hlídkový člun
  - Pebane (P001)